# Рабиналь-ачи
«Рабиналь-ачи» — одно из самых известных произведений драматургии мезоамериканской цивилизации майя. Записано в 1850 году французским учёным Шарлем-Этьеном Брассером де Бурбуром на языке киче со слов жителя селения Рабиналь (англ.), расположенного в Гватемале. Рассказчика звали Бартоло Сису. «Рабиналь-ачи» считается памятником литературы и драматургии цивилизации майя.

## Вопрос о происхождении пьесы
Принадлежность пьесы «Рабиналь-ачи» культуре майя обычно доказывается самим содержанием пьесы, в которой нет ни одного упоминания об испанцах и христианстве. Кроме того, каждый из двух героев пьесы выражает не частное мнение, а идеологию конкретной индейской общины (то есть в духе фольклорной традиции). Герои даже не имеют имён: Рабиналь-ачи означает «муж, герой, воин из селения Рабиналь», Кече-ачи — «муж, герой, воин киче».

## Особенности пьесы
Пьеса представляет собой диалог двух героев. Роль других персонажей, изредка подающих реплики, очень мала.
Каждая сцена представляет собой состязание двух противников: Рабиналь-ачи — Кече-ачи; Кече-ачи — Хобтох и др. Речь каждого героя начинается с повторения предшествующих слов его противника.
В пьесе довольно мало действия, и, как в ранних пьесах Эсхила, основные события передаются в монологах и диалогах. Все факты, предшествующие происходящему, излагаются в речах основных действующих лиц, причем довольно запутанно или даже полунамеками.
Язык драмы «Рабиналь-ачи» патетичен. Монологи основных героев очень пространны. Отдельные эпитеты и метафоры напоминают о языке эпоса «Пополь-Вух».

## Особенности постановки
С точки зрения театральной традиции, «Рабиналь-ачи» представляет собой театрально-хореографическое представление, ставилась как театрализованный культовый танец с монологами, своего рода драма-балет с обширным текстом. Такой тип представления на языке киче именуется «шахош-тун» («танец под барабан»).
Представление пьесы связано с ритуальными традициями: по преданию, в доиспанские времена исполнителя роли Кече-ачи каждый раз действительно убивали на жертвеннике.
Представления «Рабиналь-ачи» продолжались и в колониальный период. После включения Гватемалы в Первую Мексиканскую империю (1822) представления «Рабиналь-ачи» были запрещены.

## Сюжет
В горах юго-западной Гватемалы находятся два враждующих маленьких государства: страна киче Кунен, в котором правит Балам-ачи, и Рабиналь, в котором правителем является старец Хобтох.
Кече-ачи, сын Балама-ачи, сражается с сыном Хобтоха Рабиналем-ачи и терпит поражение. Рабиналь-ачи привязывает Кече-ачи к дереву и перечисляет ему все его преступления против страны Рабиналь. Кече-ачи пробует подкупить Рабиналь-ачи, однако тот с гневом отвергает его предложения и направляется к своему отцу Хобтоху, чтобы известить его о победе и решить судьбу пленника.
Хобтох сообщает сыну, что хочет привлечь Кече-ачи на свою сторону, предложив ему стать приемным сыном народа Рабиналь. Рабиналь-ачи просит отца освободить его в этом случае от должности полководца Рабиналя. Хобтох просит сына не делать этого, и Рабиналь-ачи повинуется отцу.
Рабиналь-ачи передает Киче-ачи предложение отца, однако тот отказывается. Освободившись от пут, он бросается на Рабиналь-ачи, однако рабыня Рабиналя-ачи удерживает его.
Кече-ачи предстает перед Хобтохом, и правитель Рабиналя перечисляет все его преступления. Кече-ачи признает обвинения и говорит, что совершил всё это из зависти. В ожидании смерти он высказывает различные пожелания, соответствующие его высокому званию. Все эти пожелания выполняются, за исключением просьбы об отсрочке казни на 260 дней и ночей. Кече-ачи прощается с горами его родины, которые виднеются вдали, и заявляет о готовности к смерти.
Пьеса заканчивается торжественным танцем победителей над телом Кече-ачи.